# Merostachys fischeriana
Merostachys fischeriana là một loài thực vật có hoa trong họ Hòa thảo. Loài này được Rupr. ex Döll mô tả khoa học đầu tiên năm 1880.